# Veerdienst Stavanger - Tau

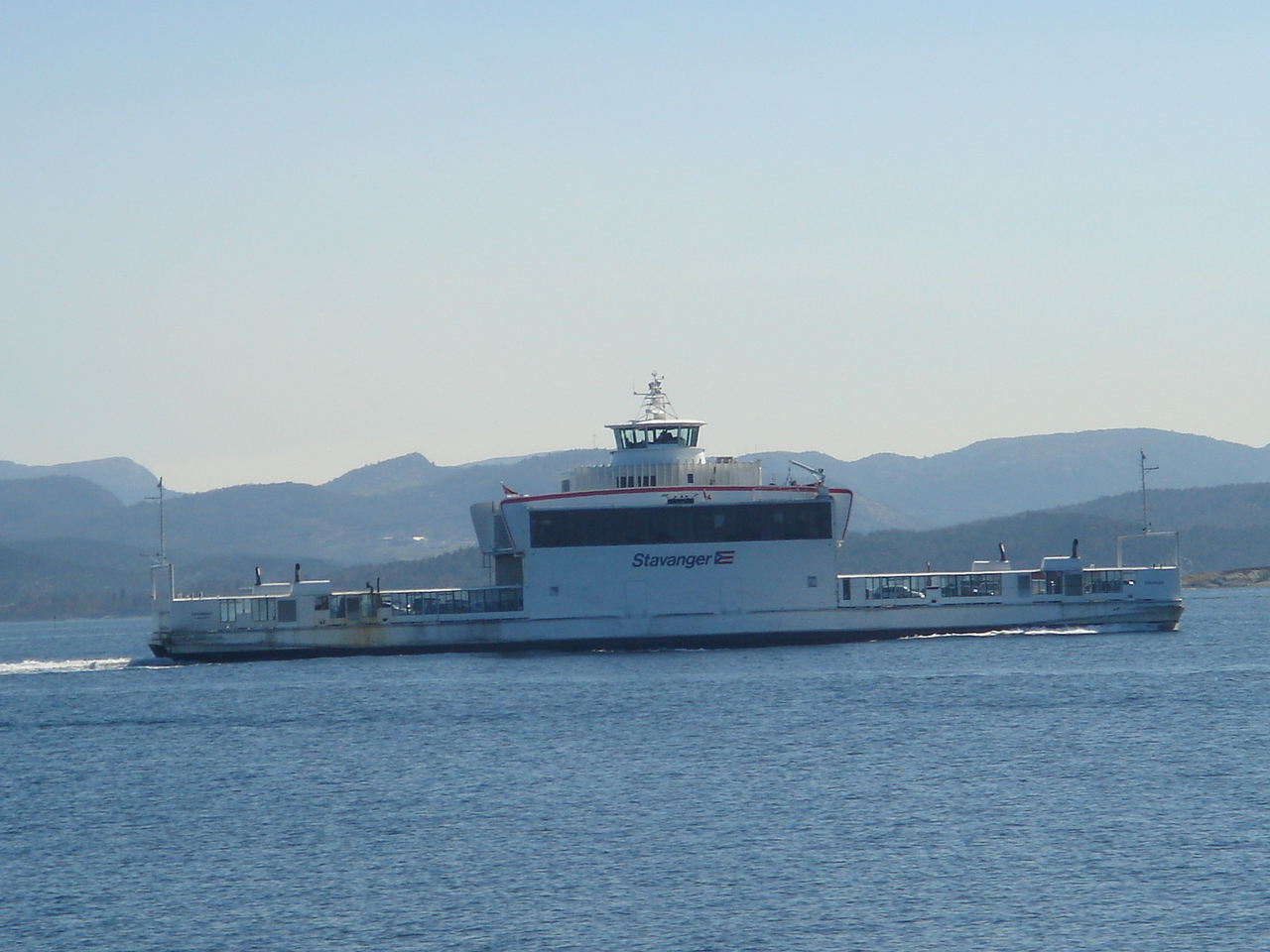
MF Stavanger

De veerdienst Stavanger - Tau was tussen 1961 en 2019 een veerverbinding in Noorwegen over de Horgefjord tussen Stavanger  en Tau in de gemeente Strand in de provincie Rogaland. De verbinding was onderdeel van Fylkesvei 13 (provinciale weg 13). De overtocht duurde 35 minuten. De veerdienst die gevaren werd met drie boten, tussen 2013 en 2019 waren dit de veerboten MF "Ryfylke", MF "Hardanger" en (occasioneel) MF "Stord", met dagelijks 32 afvaarten in elke richting, werd gestaakt op 31 december 2019 toen de nieuwe Ryfylketunnel in gebruik werd genomen.  